# 隆背雙線䲁
隆背雙線䲁為輻鰭魚綱䲁形目三鰭䲁科雙線䲁屬的其中一種，由大衛·斯塔爾·喬丹和阿爾文·西爾於1906年對其進行了描述，分布於印度洋及太平洋區，從紅海及東非，東至密克羅尼西亞、社會群島及萊恩群島，南至澳洲，北至臺灣海域，本魚體型小呈圓柱形，第一背鰭較高，雄魚為白色，大型個體通常在第二背鰭的中間有一個明顯的黑點，並與延伸至身體兩側的帶狀線相連，身體上有大約5個較暗的條紋，鼻子和頭部下方呈紅色，背鰭硬棘13-16枚、背鰭軟條7-10枚、臀鰭硬棘 1枚、臀鰭軟條15-20枚，深度0至55公尺，體長可達4公分，棲息在岩岸，以藻類為食，不具食用價值。

## 扩展阅读
維基物種上的相關：隆背雙線䲁
1. ↑  Williams, J. . The IUCN Red List of Threatened Species. 2014, 2014: e.T178932A1549392  [20 November 2021]. doi:10.2305/IUCN.UK.2014-3.RLTS.T178932A1549392.en .
2. ↑  Eschmeyer, William N.; Fricke, Ron & van der Laan, Richard (编). . Catalog of Fishes. California Academy of Sciences.   [21 May 2019].